# Með hækkandi sól
Með hækkandi sól (Mit der aufgehenden Sonne) ist ein isländischsprachiger Popsong, der von Lovísa Elísabet Sigrúnardóttir geschrieben wurde. Mit dem Titel vertrat das isländische Trio Systur Island beim Eurovision Song Contest 2022 in Turin.

## Hintergrund
Das Lied wird überwiegend mit Akustikgitarren gespielt, die Begleitung besteht aus nur wenigen weiteren Instrumenten. Einige dezente E-Gitarrenleads sind zu hören. Der Songtext handelt davon, dass auch der dunkelste Winter auf den Frühling und die Sonne warte. Laut den Interpretinnen bringe die aufgehende Sonne Hoffnung auf bessere Tage und eine hellere Zukunft. Mit dem Song gewann das Geschwister-Trio Sigga, Beta und Elín den isländischen Vorentscheid und benannte sich für den Song Contest von Sísý Ey in Systur um. Im Vorentscheid setzte sich der Titel in mehreren Runden unter anderem beim isländischen Fernsehpublikum durch.

## Musikvideo
Das Musikvideo zeigt die Gruppe, die den Song live aufführt.

## Veröffentlichung
Das Lied wurde am 5. Februar 2022 gemeinsam mit den anderen Titeln des Vorentscheids veröffentlicht.

## Beim Eurovision Song Contest
Með hækkandi sól qualifizierte sich im ersten Halbfinale am 10. Mai 2022 für das Finale des ESC. Im Finale am 14. Mai 2022 kam das Lied mit 20 Punkten auf den 23. Platz unter 25 Titeln.